# Retirada de Chauen
La retirada de Xauen fue un episodio de la guerra del Rif en época del protectorado español de Marruecos en Xauen, Región de Tánger-Tetuán-Alhucemas, Marruecos.
Tuvo lugar a finales del año 1924 y consistió en la retirada de las tropas españolas de esta ciudad. Este episodio militar se encuadra dentro de un repliegue estratégico del ejército español que siguiendo las órdenes del dictador Miguel Primo de Rivera, se retiró en la zona occidental de Marruecos sobre la llamada Línea Estella, reduciendo por tanto el dominio ejercido sobre el protectorado a una franja costera y abandonando el interior. 
La ciudad de Xauen estaba sitiada y la guarnición española no podía retirarse por sus propios medios, por ello salieron en su ayuda desde Tetuán y Larache tres columnas del ejército español, las cuales lograron romper el cerco, entrar en la ciudad en septiembre, y unirse a las tropas allí estacionadas emprendieron la marcha en sentido inverso con dirección a Tetuán. Esta segunda parte se inició el día 15 de noviembre, pero a consecuencia de los duros temporales y del hostigamiento rifeño, las tropas tuvieron que refugiarse en la posición de Zoco el Arbaa, donde esperaron hasta el día 10 de diciembre que mejoró el tiempo y evacuaron esta última posición. La operación se realizó con grandes dificultades por el continuo hostigamiento de las tropas rifeñas, sufriendo el ejército español alrededor de 2000 bajas. Uno de los oficiales que participó en la acción fue el teniente coronel Francisco Franco que por los méritos contraídos durante la misma fue ascendido a coronel.
Fue el momento culminante de la República del Rif. Los rifeños entraron desfilando en Xauen con su general Mhamed Abd el-Krim al frente. Unos 20 000 guerreros tomaron la ciudad.
Inmediatamente después de la retirada, la localidad fue ocupada por Abd el-Krim y sus seguidores que hicieron prisionero a El Raisuni.
La ocupación por Abd el-Krim duró menos de 2 años, pues en agosto de 1926, tras el desembarco de Alhucemas, la ciudad fue ocupada de nuevo por la tropas españolas que la mantuvieron en su poder hasta la independencia de Marruecos en 1956.